# قربط رملي
قربط رملي (الاسم العلمي: Filago arenaria) هو نوع من النباتات يتبع جنس القربط من الفصيلة النجمية.